# Streptopogon lindigii
Streptopogon lindigii är en bladmossart som beskrevs av Georg Ernst Ludwig Hampe 1851. Streptopogon lindigii ingår i släktet Streptopogon och familjen Pottiaceae. Inga underarter finns listade i Catalogue of Life.